# Њутонија (Мисури)
Њутонија (енгл. Newtonia) град је у америчкој савезној држави Мисури.

## Демографија
По попису из 2010. године број становника је 199, што је 32 (-13,9%) становника мање него 2000. године.
| Група             | 2000.       | 2010.       |
| Белци             | 213 (92,2%) | 186 (93,5%) |
| Афроамериканци    | 0 (0,0%)    | 1 (0,5%)    |
| Азијати           | 0 (0,0%)    | 5 (2,5%)    |
| Хиспаноамериканци | 5 (2,2%)    | 3 (1,5%)    |
| Укупно            | 231         | 199         |